# هاينر فلايشمان
هاينر فلايشمان (بالألمانية: Heiner Fleischmann)‏ هو متسابق دراجات نارية ألماني، ولد في 2 فبراير 1914 في آمبرغ في ألمانيا، وتوفي في 25 ديسمبر 1963 في ميونخ في ألمانيا.